# Friedrichs olikhet
Inom matematiken är Friedrichs olikhet en olikhet inom funktionalanalys. Den ger en övre gräns för Lp-normen av en funktion genom att använda Lp-begränsningar för svaga derivatan av funktionen och geometrin av definitionsmängden, och kan användas till att bevisa att vissa normer av Sobolevrum är ekvivalenta. Olikheten bevisades av Kurt Friedrichs. 

## Olikheten
Låt Ω vara en begränsad delmängd av det Euklidiska rummet Rn med diameter d. Anta att u : Ω → R är i Sobolevrummet {\displaystyle W_{0}^{k,p}(\Omega )} (d.v.s. u är i Wk,p(Ω) och spåret av u är noll). Då är
{\displaystyle \|u\|_{L^{p}(\Omega )}\leq d^{k}\left(\sum _{|\alpha |=k}\|\mathrm {D} ^{\alpha }u\|_{L^{p}(\Omega )}^{p}\right)^{1/p}}
där
- {\displaystyle \|\cdot \|_{L^{p}(\Omega )}} betecknar Lp-normen;
- α = (α1, ..., αn) är ett multiindex med norm |α| = α1 + ... + αn;
- Dαu betecknar den partiella derivatan

{\displaystyle \mathrm {D} ^{\alpha }u={\frac {\partial ^{|\alpha |}u}{\partial _{x_{1}}^{\alpha _{1}}\cdots \partial _{x_{n}}^{\alpha _{n}}}}.}